# Moiré cauterésien
Pour les articles homonymes, voir Moiré.
Erebia serotina
Hybride
Parent  mâle  de l'hybridation 
  Erebia pronoe 
×

Parent  femelle  de l'hybridation 
  Erebia epiphron 
Le Moiré cauterésien ou Moiré de Descimon (Erebia serotina) est l'hybride naturel entre deux espèces de lépidoptères de la famille des Nymphalidae : le Moiré fontinal (Erebia pronoe) et le Moiré de la canche (Erebia epiphron). 

## Historique
Erebia serotina a été décrit par Henri Descimon et Jacques Hubert de Lesse en 1953.
Il a d'abord été considéré comme une nouvelle espèce endémique des Pyrénées, avant que sa rareté et l'absence d'observation d'individus femelles ne conduise à supposer qu'il s'agisse d'un hybride, les parents possibles étant Erebia epiphron et soit Erebia manto, soit Erebia pronoe.
Cette hypothèse a été confirmée par des études moléculaires, qui démontrent qu’Erebia serotina est le produit d'une hybridation naturelle entre des mâles d’Erebia pronoe et des femelles d’Erebia epiphron.

## Noms vernaculaires
- en français : le Moiré cauterésien, le Moiré de Descimon
- en anglais : Descimon's Ringlet[3]

## Description
L'imago du Moiré cauterésien est un petit papillon brun foncé avec une bande postdiscale orange contenant des ocelles noirs pupillés de blanc. Son apparence est intermédiaire entre ses deux espèces parentes. Seuls des spécimens mâles sont connus.

## Écologie et distribution
Le Moiré cauterésien n'a été trouvé que dans le massif des Pyrénées, d'abord exclusivement dans des prairies d'altitude proches de Cauterets dans les Hautes-Pyrénées, puis dans d'autres localités des Pyrénées françaises et espagnoles.

## Protection
Le Moiré cauterésien n'a pas de statut de protection particulier, pas plus que ses deux espèces parentes.